# Alpheus canaliculatus
Alpheus canaliculatus is een garnalensoort uit de familie van de Alpheidae. De wetenschappelijke naam van de soort is voor het eerst geldig gepubliceerd in 1968 door Banner & Banner.